# Twisted (album)
Twisted – pierwszy album Simona Posforda występującego pod pseudonimem Hallucinogen, wydany w 1995 roku nakładem wytwórni Dragonfly Records. 
Płyta utrzymana w gatunku goa trance, zawiera utwory w klasycznym nurcie gatunku psychedelic trance („LSD”, „Shamanix”).
| 01 . | „LSD”                                                       | 6:41    |
|      |                                                             |         |
| 02 . | „Orphic Thrench”                                            | 7:17    |
|      |                                                             |         |
| 03 . | „Alpha Centauri”                                            | 10:17   |
|      |                                                             |         |
| 04 . | „Dark Magus”                                                | 7:30    |
|      |                                                             |         |
| 05 . | „Shamanix”                                                  | 9:59    |
|      |                                                             |         |
| 06 . | „Snarling Black Mabel”                                      | 7:24    |
|      |                                                             |         |
| 07 . | „Fluoro Neuro Sponge”                                       | 6:54    |
|      |                                                             |         |
| 08 . | „Solstice” zawiera ukryty remiks utworu „Angelic Particles” | 8:06    |
|      |                                                             |         |
|      |                                                             | 1:04:08 |
|      |                                                             |         |